# اونه پولیسینسکی
اونه پولیسینسکی (استونیایی: Õnne Pollisinski؛ زادهٔ ۵ مارس ۱۹۵۱) شناگر سابق و مربی اهل استونی است.